# Уно Флип!
Уно Флип! (/ˈuːnoʊ/ ; от итальянского и испанского «один») — американская карточная игра, разработанная Mattel. Карты из колоды специально созданы для игры. Является одной из вариаций Уно.
Уно Флип! не следует путать с игрой на ловкость под названием Uno Flip.

## Игровой процесс
Как и в оригинальном Уно, цель Уно Флип! заключается в том, чтобы первым разыграть все карты в руке, набирая очки за карты, которые остаются у других.
Все карты двусторонние, состоящие из «светлой» стороны с белыми шрифтами и рамками и «темной» стороны с черными шрифтами и рамками. В любой момент времени в игре участвует только одна сторона. Игра начинается со светлой стороны. Каждая сторона имеет свой собственный набор из четырех цветов, действий и особых карт, а также карт с числами от 1 до 9.
Обе стороны содержат по две карты «Flip» каждого цвета. Всякий раз, когда разыгрывается переворот, и колода, и стопка сброса немедленно переворачиваются, и все игроки должны перевернуть руки, чтобы разыграть другую сторону своих карт.

### Светлая сторона
Цвета этой стороны — красный, синий, желтый и зеленый. Эффекты карт действий на этой стороне мягче. Специальные карты следующие:
- Возьмите одну: следующий игрок по очереди берет одну карту и пропускает ход.
- Пропусти ход: следующий игрок по очереди пропускает ход.
- Разворот: переключение порядка ведения игры (по часовой стрелке на против часовой стрелки и наоборот).
- Выбери цвет: игрок называет следующий цвет, который должен быть сброшен. Можно использовать в любой ход.
- Выбери цвет и возьми две: игрок называет следующий цвет, который должен быть сброшен, следующий игрок по очереди берет две карты и пропускает ход. Можно использовать, только если у игрока нет карт подходящих для хода. Игрока может подвергнуть сомнение то, что она может быть была применена не по правилам, и один тайно показывает свои карты другому. Если использовавший действительно не имел права, он должен взять две карты. Если сомнения не подтвердились — сомневавшийся берёт 4 карты и пропускает ход.
- Переворот: Переворачивает все карты на столе и в руках игроков со светлой на темную сторону.

### Темная сторона
Цвета этой стороны — бирюзовый, оранжевый, розовый и фиолетовый. Эффекты карт действий на этой стороне сильнее. Специальные карты следующие:
- Возьми пять: следующий игрок по очереди берет пять карт и пропускает ход.
- Пропустить всех: все игроки пропускают ход, дает еще один ход.
- Разворот: аналогично что и на светлой стороне.
- Выбери цвет: аналогично что и светлой стороне.
- Выбери цвет от колоды: игрок называет следующий цвет, который должен быть сброшен; следующий игрок по очереди должен брать карты, пока не получит одну из карт этого цвета, после чего он пропускает ход. Можно использовать, только если у игрока нет карт для осуществления хода.
- Переверните: Переворачивает все карты на столе и в руках игроков с темной стороны на светлую.

## Штрафы
Игрок, который не сказал «Уно» после розыгрыша предпоследней карты и был пойман другим игроком до следующего розыгрыша, должен взять две карты в качестве штрафа.
Нельзя класть на цвет от колоды разноцветную карту иначе штраф плюс две карты.

## Подсчет очков
Когда один игрок сбрасывает свою последнюю карту, он выходит из игры, и раздача окончена. Этот игрок получает очки за все карты, находящиеся у оппонентов, следующим образом:
- Числовые карты: число на лицевой стороне
- Возьми один: 10 очков
- Возьми пять, Разворот, Пропуск, Переверни!: 20 очков
- Пропустить всех: 30 баллов
- Закажи цвет: 40 очков
- Закажи цвет и возьми две: 50 очков
- Цветовое безумие: 60 очков

Очки начисляются в зависимости от стороны, которая разыгрывается в данный момент. Если игрок выходит, используя любую карту, которая требует взятия карты от следующего игрока, этот игрок должен взять соответствующее количество карт до подсчета очков.
Первый игрок, набравший 500 очков, выигрывает.

## Оценки
На Board Game Geek игра набрала 6,6 балла из 10. Цифровая адаптация также получила «в основном положительные отзывы», согласно агрегатору рецензий Metacritic.